# Capitisetella migrans
Capitisetella migrans är en insektsart som först beskrevs av Green 1933.  Capitisetella migrans ingår i släktet Capitisetella och familjen ullsköldlöss. Inga underarter finns listade i Catalogue of Life.